# Юханнессон, Мона
Мона Юханнессон (швед. Mona Johannesson; род. 18 сентября 1987 года, Хускварна) — шведская топ-модель.

## Биография
Родилась 18 сентября 1987 года в небольшом шведском городе Хускварне. В детстве занималась конным спортом и мечтала выступить на Олимпийских играх. В возрасте четырнадцати лет во время юношеских соревнований в Гётеборге была замечена менеджером модельного агентства и приглашена на кастинг. Подписала контракт с шведским филиалом модельного агентства IMG Models. Работу модели совмещала с учёбой. По окончании школы приняла решение о переезде в Лондон и началу карьеры модели.
Первая известность пришла к Моне ещё в Швеции, во время съемок для журнала Fjords, в которых она снялась в образе, макияже и характерных позах британской супермодели Кейт Моос. Фотосессия имела успех и за молодой шведской моделью закрепилось прозвище «Baby Kate» (маленькая Кейт), позже журнал Vogue написал статью о модели с таким заглавием, и прозвище укрепилось окончательно.
После переезда в Лондон успех пришел сразу же, в течение двух недель до начала недели высокой моды, шведка успела сняться для журнала Vogue, обзаведясь связями среди модных фотографов среди которых был Патрик Демаршелье и Глен Лачфорд.
Начиная с 2006 по 2016 год стабильно появлялась на обложках и на внутренних разворотах ведущих мировых модных журналов, среди журналов на которых её фотографии появлялось можно отметить: Vogue (Италия, Франция), Elle (США, Швеция, Италия), Costume (Дания, Норвегия, Финляндия) и другие.
В различное время принимала участие в показах: Armani, Biotherm, Bulgari, Burberry, Cacharel, Christian Dior, Elizabeth Arden, Hugo Boss, H&M, Nina Ricci, Scervino, Taviani, Trussardi, Tommy Hilfiger, TopShop, Valentino, Alessandro Dell'Acqua, Antonio Berardi, Carlo Alberto, Chanel, Costume National, D&G, Dice Kayek, Fendi, Frankie Morello, Iceberg, Kenzo, Lacoste, Lanvin, Max Mara, Moschino, Nina Ricci, Alberta Ferretti, Salvatore Ferragamo, Sonia Rykiel, Sportmax, Tuleh, Zac Posen, Miu Miu и другие
Рост модели составляет 172 сантиметра (согласно другим источникам 171 сантиметр), что многим ниже современных стандартов роста моделей высокой моды, эта особенность вынуждает Мону всегда носить обувь на высоких каблуках.

## Личная жизнь
Владеет небольшой конной фермой в окрестностях города Векшё, где занимается верховой ездой.